# Avenida Nereid (línea White Plains Road)
La Avenida Nereid es una estación elevada en la línea White Plains Road del metro de la ciudad de Nueva York, localizada en la intersección de la Avenida Nereid (al este de la Calle 238t) y White Plains Road en el Bronx. Es utilizada durante las 24 horas por los trenes del servicio 2; también es la terminal para algunos trenes de horas pico del servicio 5. Los trenes con sentido norte del servicio 2 terminan en la siguiente estación, Wakefield–Calle 241.
En el extremo norte de la estación, las vías con sentido norte empiezan a ascender para pasar sobre las vías de acceso al depósito de trenes.
La pieza de arte en esta estación del año 2006 es llamada Leaf of Life (hoja de vida) por Noel Copeland.